# Eagle Summit
Der Eagle Summit war ein von dem US-amerikanischen Automobilhersteller Eagle von 1988 bis 1996 importiertes bzw. produziertes PKW-Modell der unteren Mittelklasse. 
Beim Summit handelte es sich um Klone einiger zeitgenössischer Mitsubishi-Modelle, die von der neu geschaffenen Chrysler-Marke Eagle ab Herbst 1988 vertrieben wurden. 

## Erste Generation (1988–1992)
Erhältlich war der Summit ab Modelljahr 1989 als viertürige Limousine in Basis- und LX-Ausführung mit 1,5-Liter-Vierzylinder oder 1,6-Liter-Vierzylinder mit zwei obenliegenden Nockenwellen. Basis für den Summit war der Mitsubishi Lancer. 
Im Modelljahr 1990 fächerte sich das Modellprogramm in die Versionen Basis, DL, LX und ES auf. 
Für die Modelljahre 1991/92 wurde der viertürige Summit nicht mehr aus Japan importiert, sondern im Werk von Diamond-Star Motors in Normal (Illinois) gefertigt. Zusätzlich kam der aus Japan importierte dreitürige Summit in den Verkauf, eine Variante des Mitsubishi Colt. Das Modellangebot bestand jeweils aus Basismodell und ES. Der DOHC-Motor entfiel, der 1,5-Liter gewann an Leistung. 

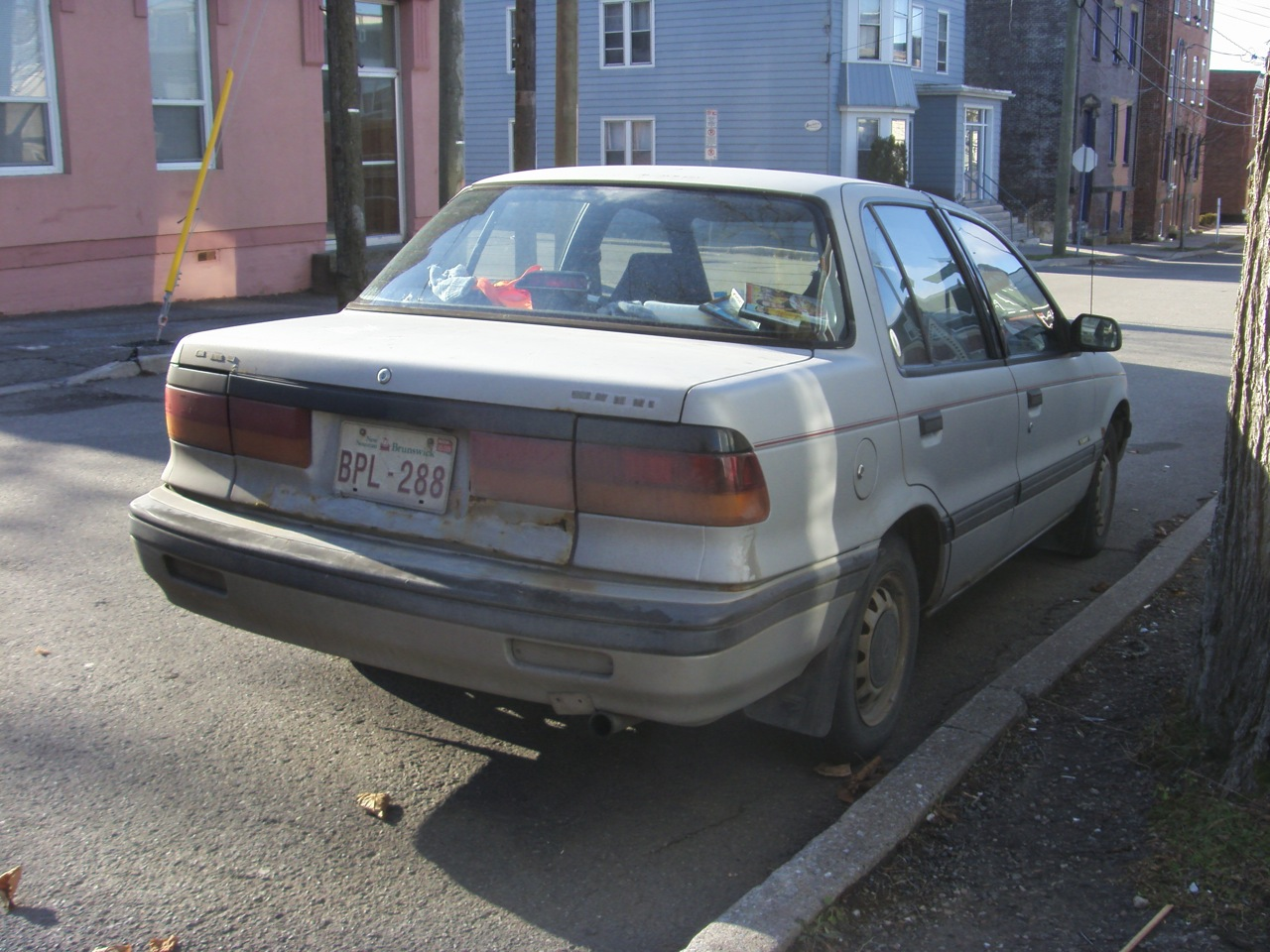
Heckansicht

## Zweite Generation (1992–1996)
Ab 1992 kam zusätzlich der Mitsubishi Space Runner als Eagle Summit Wagon als DL, LX und AWD (mit Allradantrieb) in das Programm. 
Ab 1993 gab es eine neue viertürige Limousine, die nun auf dem japanischen Mitsubishi Mirage (mit sechs Seitenscheiben) basierte, wohingegen der parallel verkaufte US-amerikanische Mitsubishi Mirage auf dem japanischen Lancer (mit vier Seitenscheiben) basierte. Es gab auch ein Coupé, das wie die anderen Modelle auch aus Japan importiert wurde. 

Der Verkauf des Eagle Summit endete im Sommer 1996.

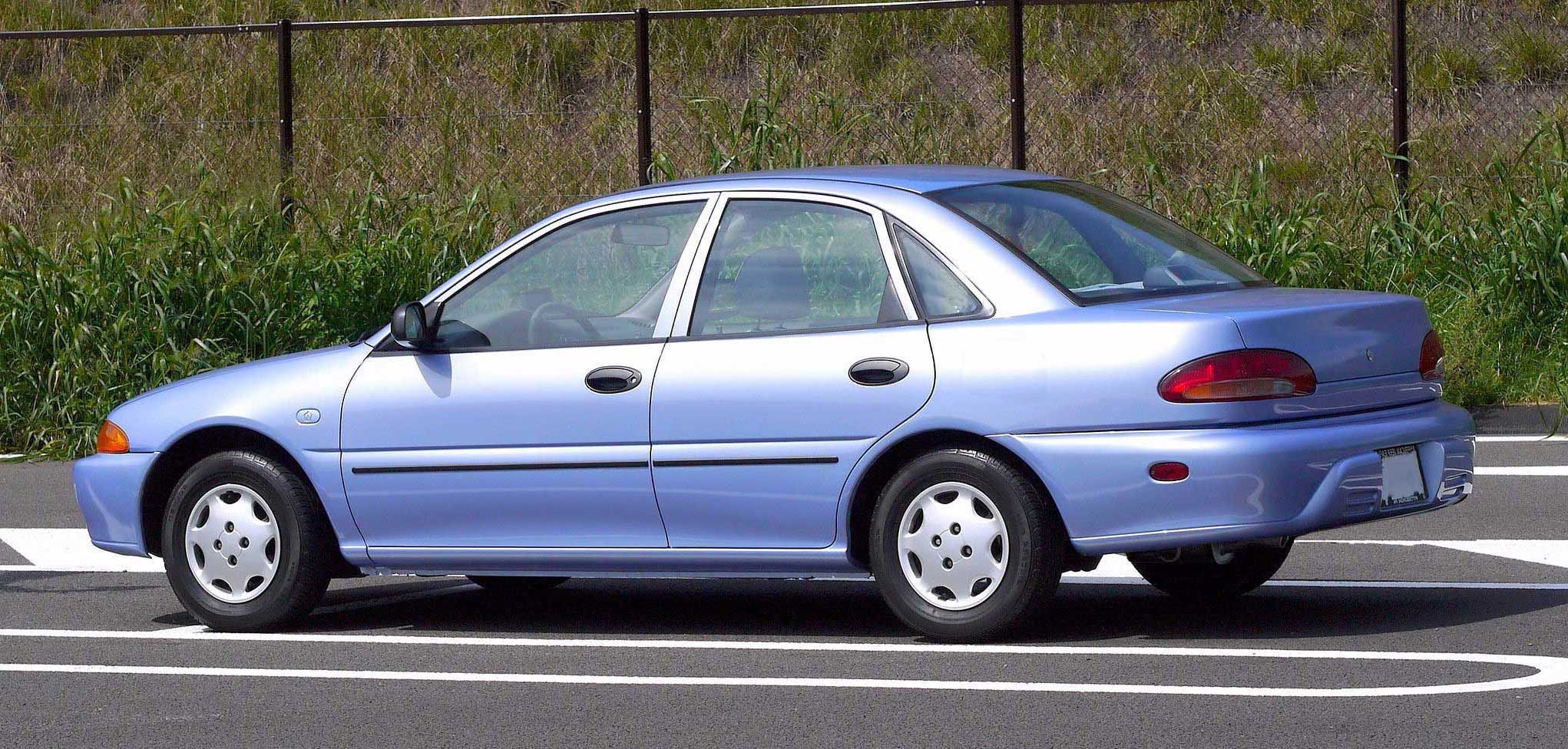
Heckansicht
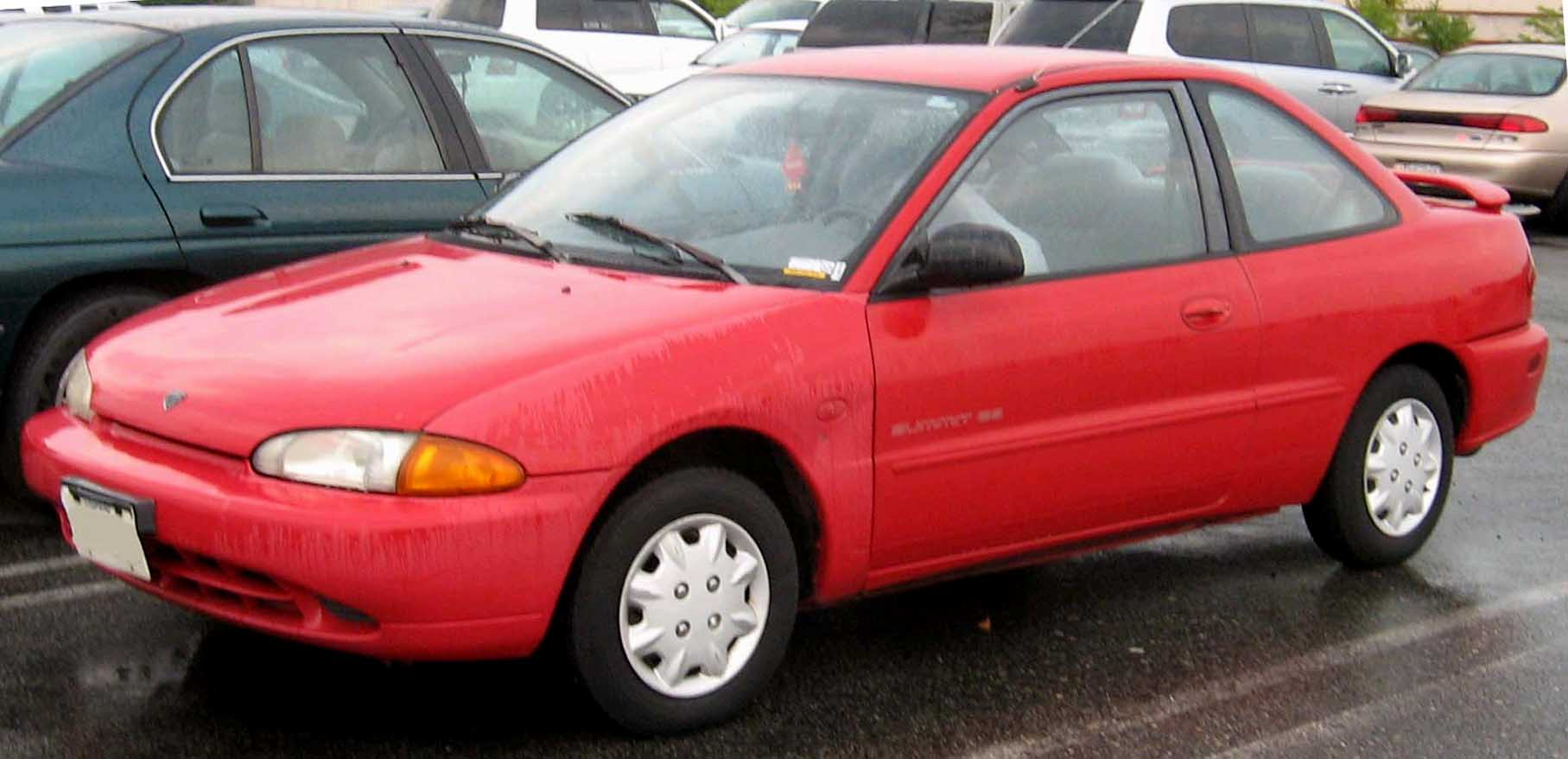
Eagle Summit Coupe
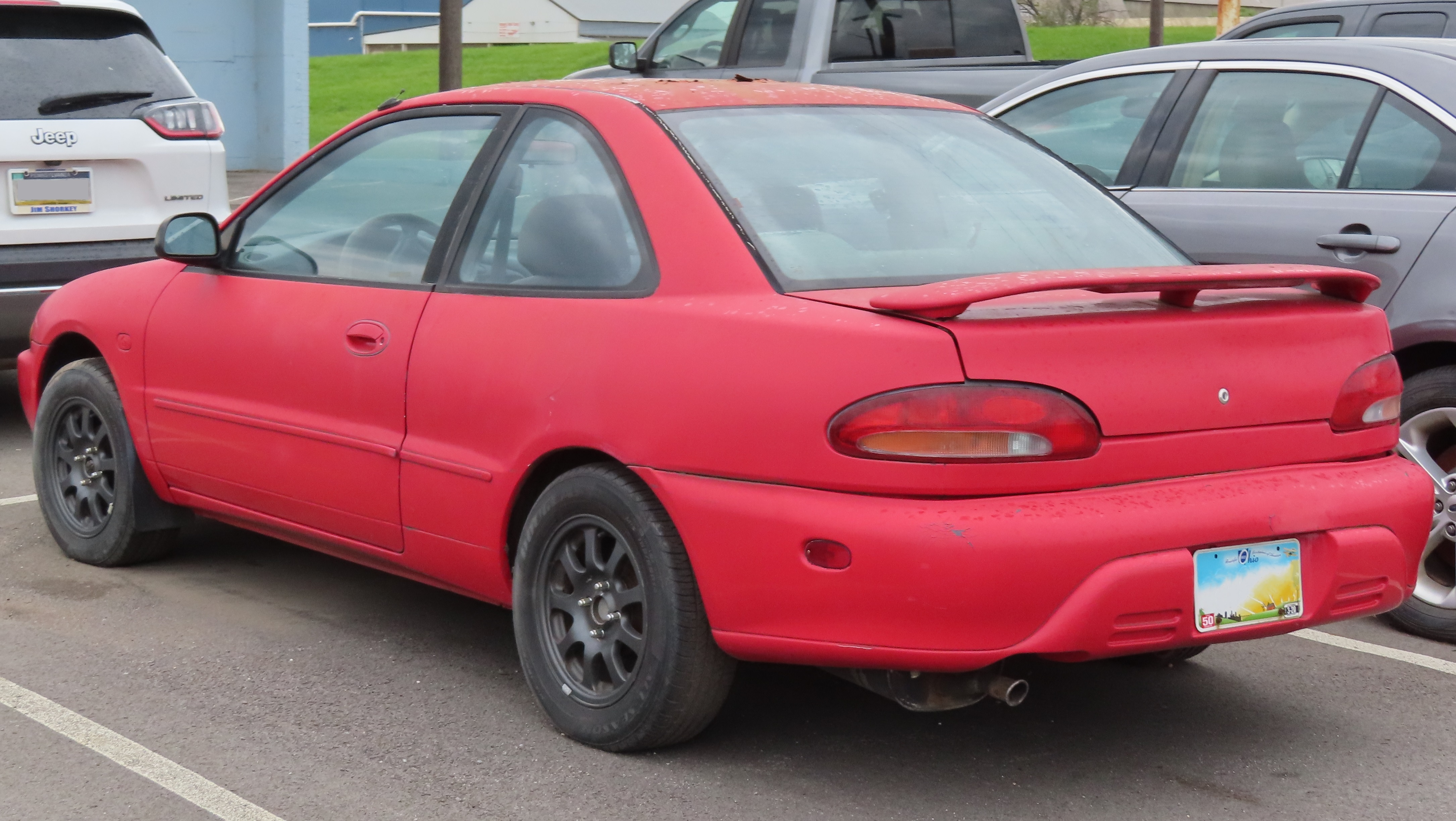
Heckansicht
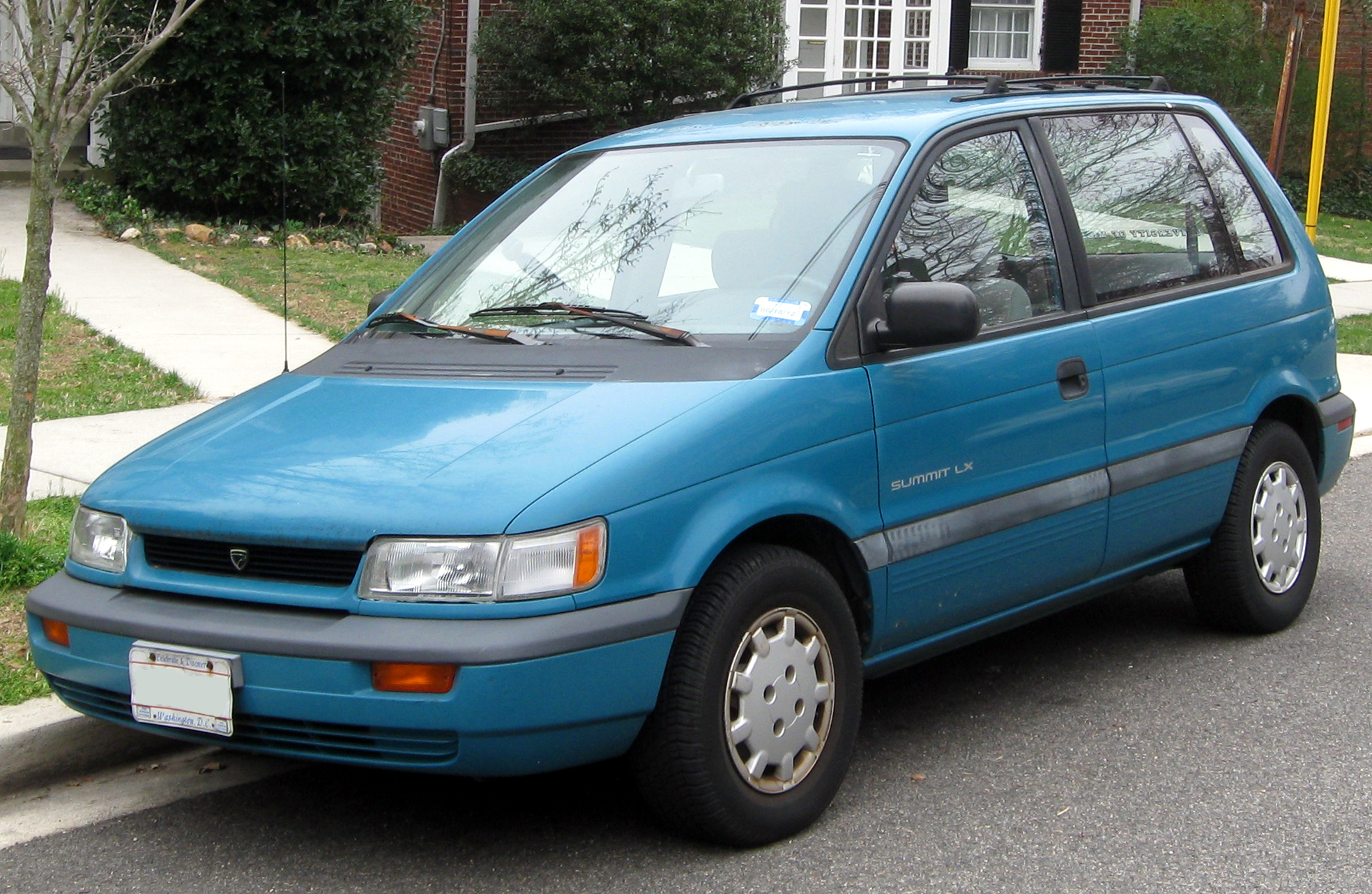
Eagle Summit Wagon (1992–1994)
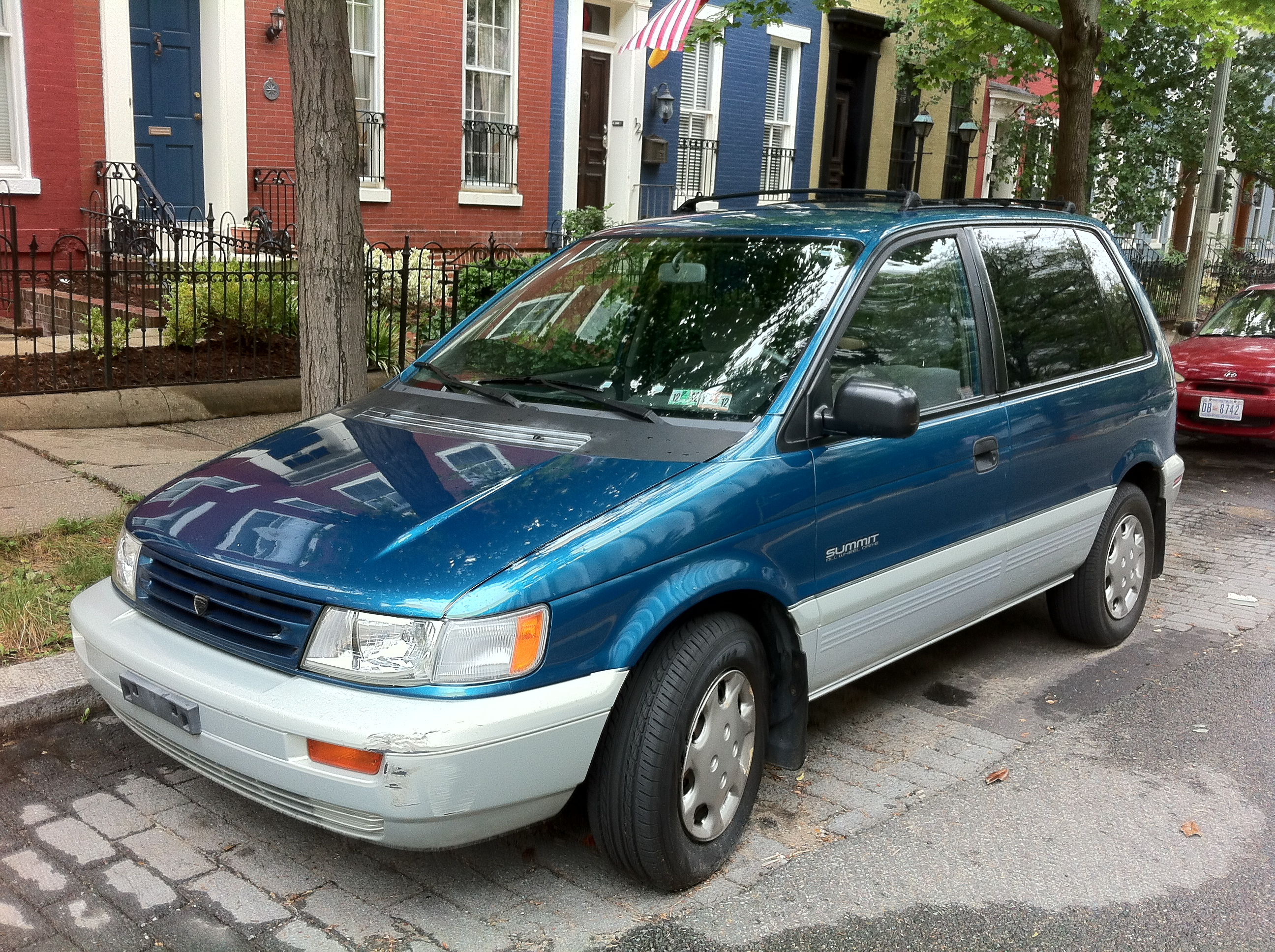
Eagle Summit Wagon (1992–1996)
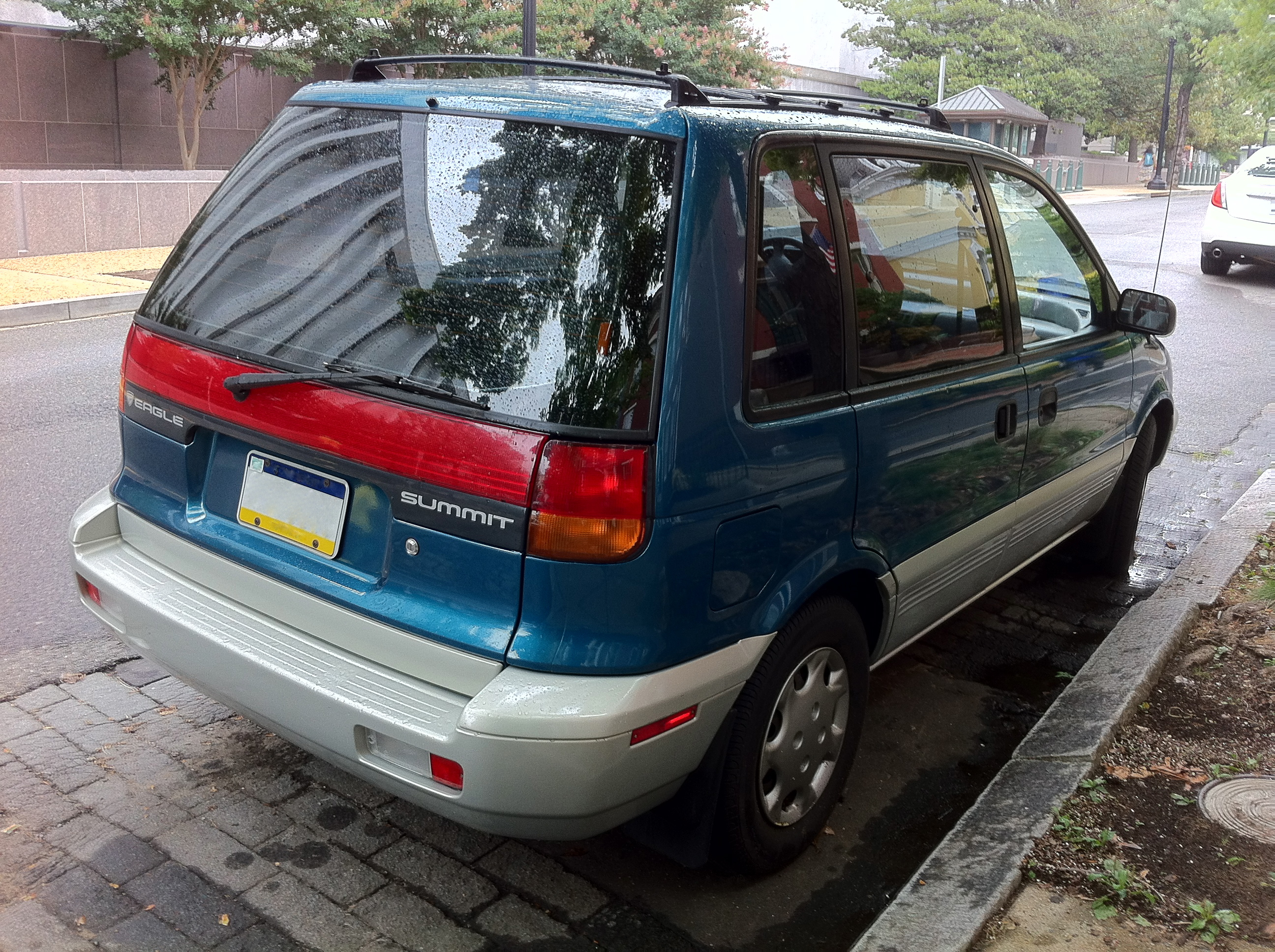